# Fitzova vila
Fitzova vila je novorenesanční vila v Rokycanech postavená roku 1869 jako sídlo společnosti Mirošovské kamenouhelné těžařstvo, roku 1903 odkoupené důlním inženýrem a podnikatelem Johannem Fitzem a upravena jako sídelní vila. Roku 1909 byla upravena do současné podoby projektu architekta Bohuslava Ryšavého. Dům stojí na Náměstí 5. května čp. 64, nedaleko budovy městského nádraží.

## Historie
Budova vznikla u silnice na Šťáhlavy jako pozdně klasicistní sídlo společnosti Mirošovské kamenouhelné těžařstvo Ta vznikla spojením brněnských bankéřů a majitelů uhelné společnosti Rosické báňské těžařstvo, podnikatele Adolfa Grimma a statkáře Františka Jahnla roku 1857, těžící vysoce kvalitní černé uhlí nazývané Černý diamant u nedalekého Mirošova. Postavena byla nedaleko původního městského nádraží, neboť roce 1868 byla společností postavena vlečka z Mirošova do Rokycan určená k dopravě uhlí.
Roku 1903 odkoupil od Mirošovského těžařstva stavbu její někdejší vysoký představitel, důlní inženýr a podnikatel Johann Fitz, kam se na stáří přestěhoval. Byl mimo jiné majitelem továren na keramiku a rozsáhlého závodu Johann Fitz, továrna na hliněné a šamotové zboží v Horní Bříze. Budova byla upravena jako rodinná sídelní vila. Fitz zemřel roku 1906, stavbu poté odkoupila obec a nechala ji přestavět v novorenesančním slohu projektu architekta Bohuslava Ryšavého, který v Rokycanech navrhl vícero staveb. Projekt byl dokončen roku 1909, objekt byl přestavěn na sídlo okresní samosprávy a nazýván pak Okresní dům. Kromě sídla okresních úřadů tu byl zřízen i chorobinec. Po roce 1918, až do roku 1932 se ve vile rovněž konaly schůze obecního zastupitelstva a až do roku 1933 se tu odehrávaly i bohoslužby rokycanské českobratrské církve.
Po únoru 1948 zde bylo zřízeno sídlo Okresní vojenské správy, od 90. letech 20. století zde pak byla zřízena služebna Policie ČR.

## Současnost
Roku 2019 byl představen projekt na rekonstrukci stavby a přístavbu dalšího objektu.